# Walter Siemianowsky
Walter Siemianowsky (* 3. März 1891 in Schwerin an der Warthe; † 21. Januar 1947 Speziallager Jamlitz) war ein deutscher Jurist und Politiker. Er war Bürgermeister von Bunzlau.

## Leben
Als Sohn eines Rechnungsrats und Kreissekretärs geboren, studierte Siemianowsky nach dem Besuch des Gymnasiums in Rawitsch Rechts- und Staatswissenschaften in Berlin, Leipzig und Halle. Während seines Studiums wurde er 1908 Mitglied der Burschenschaft Germania Berlin und 1911 der Leipziger Burschenschaft Dresdensia. Nach seiner Teilnahme am Ersten Weltkrieg, zuletzt als Leutnant der Reserve, machte er sein Examen und arbeitete 1923 bis 1925 als Justiziar bei der Direktion der Diskonto-Gesellschaft in Berlin und als Rechtsanwalt. 1926 wurde er zum Zweiten Bürgermeister von Küstrin gewählt, 1930 zum Ersten Bürgermeister von Bunzlau. Nach der Einnahme durch die Rote Armee floh er 1945 nach Schmalkalden, wo er 1946 vom NKWD verhaftet wurde und ein Jahr später im Speziallager Jamlitz starb.